# فارتا
ڤارتا هي شركة ألمانية تصنع البطاريات للأسواق الاستهلاكية الصناعية العالمية. كان شعار البيع في منتصف التسعينات هو: «أنت أذكى لتلائم فارتا!». هذه الماركة الآن مملوكة من شركات أخرى حالياً.

## التاريخ
تأسست شركة فارتا من قبل (أدولف مولر) في عام 1887، وتأسست في عام 1904 كشركة تابعة لشركة . Accumulatoren-Fabrik AFA بعد الحرب العالمية الأولى ، استحوذ الصانع الألماني غونتر كواندت والصناعي والمدير التنفيذي لشركة فارتا الدكتور (كارل هيرمان رودربورغ) على شركة فارتا. بعد الحرب العالمية الثانية، انتقلت معظم أسهم (فارتا) من (غونتر كواندت) إلى ابنه (هربرت كواندت) . احتُلّت الشركة التابعة في برلين الشرقية في وقت لاحق من قبل الاتحاد السوفياتي ، وكان اسمها BAE Batterien .
وفي عام 1977، قام (هربرت كواندت) بتقسيم أعمال شركة ڤارتا ؛ تم الاحتفاظ بعمليات البطاريات والبلاستيك في شركة ڤارتا، ولكن تم نقل شركات الأدوية والمواد الكيميائية المتخصصة إلى شركة جديدة تسمى Altana ، وانفصلت صناعة الكهرباء إلى شركة تسمى CEAG. ترك (هربرت كواندت) أسهم الشركة لأولاده .
في عام 2002 ، تم بيع أنشطة البطاريات الاستهلاكية (باستثناء الخلايا الزرية) إلى شركة (Rayovac) . استحوذت شركة (جونسون كونترولز) على شركة بطاريات السيارات. تم شراء الخلايا الزرية وشركات تخزين الطاقة المنزلية من قبل مكونات مونتانا تيك.

## وصلة خارجية
- الموقع الرسمي